# Hohenpoint
Hohenpoint ist ein Gemeindeteil in der Gemeinde Obertaufkirchen im oberbayerischen Landkreis Mühldorf am Inn.

## Lage
Hohenpoint liegt knapp vier Kilometer südlich der Autobahnausfahrt 16 (Schwindegg) der Bundesautobahn A 94. Die nächstgelegenen größeren Städte sind im Osten die Kreisstadt Mühldorf am Inn (24 km), im Westnordwesten Dorfen (15 km), im Nordnordwesten Landshut (49 km) sowie im Westsüdwesten die Landeshauptstadt München (61 km).

## Baudenkmäler
Das Feldkreuz bei Hohenpoint 1 ist ein farbig gefasster neugotischer Kruzifix aus Eisen aus dem 19. Jahrhundert. Es ist in die Liste der Baudenkmäler in Obertaufkirchen eingetragen.

## Bevölkerungsentwicklung

Hohenpoint 1a

Im Jahr 1970 lebten dort 20 Einwohner. Im Mai 1987 gab es 19 Einwohner in fünf Gebäuden.